# 大熊猫 (ブランド)
大熊猫（ジャイアントパンダ）は、ビジュアルアーツのアダルトゲームブランド。2000年に「継母調教」でデビュー。全ての作品のシナリオは丘野塔也が手がけていた。2007年4月11日に活動休止を発表。その後丘野塔也は同じビジュアルアーツのブランド「Frill」でゲームデザインを手がけている。

## 作品一覧
- 継母調教
- 初夜献上
- まじかるLOVEレッスン
- おしかけプリンセス
- メイデンハロー（キネティックノベル）
- ふたりでひとつの恋心

## 参加していた主なスタッフ
原画
- 天櫻みとの
- さがのあおい

音楽
- 桜恵司
- 戸越まごめ